# Evgénios Trivizás
Evgénios Trivizás (grec moderne : Eυγένιος Τριβιζάς) né en 1946, est un sociologue grec et écrivain de livres pour enfants. 

## Prix et distinction
Pour sa contribution durable en tant qu'écrivain pour enfants, Trivizás a été finaliste du Prix Hans-Christian-Andersen en 2006.